# Heinrich Schütz
Heinrich Schütz, sam podpisujący się jako Henrich, łac. Henricus Sagittarius (ur. 18 października 1585 w Bad Köstritz, zm. 6 listopada 1672 w Dreźnie) – niemiecki kompozytor i organista; najwybitniejszy niemiecki kompozytor tworzący przed J.S. Bachem i jeden z najwybitniejszych kompozytorów XVII wieku, stawiany na równi z Claudio Monteverdim. We współpracy z poetą Martinem Opitzem von Boberfeld zaadaptował operę Ottavio Rinucciniego Dafne, pierwszą z librettem w języku niemieckim (zaginęła).
28 lipca jest wspominany w Kościele luterańskim wraz z J.S. Bachem i Jerzym Fryderykiem Haendlem.

## Życie
Heinrich Schütz urodził się w Bad Köstritz jako najstarszy syn Christopha i Euphrosyny z domu Bieger. W 1590 roku rodzina Schützów przeprowadziła się do Weißenfels, gdzie jego ojciec zarządzał zajazdem „Zum Ring”. Talent Schütza po raz pierwszy został zauważony przez landgrafa Maurycego w 1599 r.
Jako chórzysta wyjechał do Marburga studiować prawo, a później do Wenecji, gdzie w latach 1609-1613 uczył się u Giovanniego Gabrielego. Po śmierci nauczyciela przez krótki okres był organistą na dworze Maurycego Uczonego w Kassel, po czym w 1615 roku przeniósł się do Drezna, gdzie pełnił funkcję nadwornego kompozytora na dworze elektora Saksonii. W 1619 roku Schütz ożenił się z Magdaleną Wildeck, z którą miał dwie córki: Justynę (ur. 1621) oraz Euphrosyne (ur. 1623).
W 1628 Schütz po raz drugi odwiedził Wenecję, gdzie spotkał się z Claudio Monteverdim. W 1633 został zaproszony do Kopenhagi na dwór królewski, aby skomponować muzykę na uroczystości ślubne. Do Drezna wrócił w roku 1641, gdzie pozostał do końca życia. Po śmierci córki w 1655 roku, przyjął urząd kapelmistrza w Wolfenbüttel.
Heinrich Schütz zmarł na wylew w 1672 roku, w wieku 87 lat. Został pochowany w Kościele Marii Panny w Dreźnie. Jego grobowiec nie przetrwał do naszych czasów.

## Styl

Obraz anonimowego muzyka rzekomo przedstawiający Heinricha Schütza (Corcoran Gallery of Art, Washington, D.C.)

Na styl Schütza największy wpływ mieli jego nauczyciel Giovanni Gabrieli oraz Claudio Monteverdi. Dodatkowo inspirował się XVI-wiecznymi kompozytorami holenderskimi.
Heinrich Schütz był jednym z ostatnich kompozytorów, komponujących swoje utwory w średniowiecznej skali modalnej. W jego muzyce o wiele większą rolę odgrywał kontrapunkt, niż harmonika. Jednak z drugiej strony, większość utworów kończy się melodycznymi kadencjami. Jego muzyka w znacznym stopniu opiera się na imitacji, ale traktowanej w bardzo innowacyjny sposób. Następujące po sobie partie nie wchodzą ani po określonej wartości rytmicznej, ani w przewidywalnym interwale, co wywołuje wrażenie przypadkowości.
Schütz bardzo często używał mocnych, wyraźnych dysonansów, wywoływanych poprzez kontrapunktyczne prowadzenie głosów. Każda partia miała indywidualną, prostą melodię, jednak ich połączenie wywoływało zaskakujące napięcie harmoniczne. Poświęcał dużo uwagi akcentom oraz znaczeniu tekstu, który często był podkreślany przez użycie specjalnych technik, które utworzyły później gatunek zwany musica poetica – poezja śpiewana.
Początkowo komponował bardzo innowacyjną jak na tamte czasy muzykę, ale wraz z wiekiem tworzył coraz prostsze, niemal surowe kompozycje (np. Pasje). Prawdopodobnie Schütz był do tego zmuszony ze względów praktycznych. Wojna trzydziestoletnia zrujnowała gospodarkę i zaplecze muzyczne Niemiec, stąd nie było warunków, aby wystawiać wielkie dzieła z dużą obsadą w stylu weneckim, jakie tworzył na początku działalności.
Jego najbardziej znane dzieła należą do kręgu muzyki sakralnej i są to zarówno utwory na głos solo z akompaniamentem, jak i chóralne a cappella. Nie licząc kilku piosenek ludowych (arien), żadna świecka muzyka skomponowana przez Schütza nie przetrwała do naszych czasów. Najbardziej znane dziś utwory to 3 części Symphoniae sacrae, Psalmen Davids (Psalmy Dawida), Sieben Worte Jesu Christi am Kreuz (Siedem słów Jezusa Chrystusa na Krzyżu) oraz trzy Pasje. Ówcześnie uważano go za najlepszego organistę w Niemczech.
Schütz miał wielki wpływ na rozwój muzyki niemieckiej, przenosząc osiągnięcia szkoły weneckiej takie jak polichóralność i styl koncertujący (concertato) na grunt niemiecki. Przyczynił się także do rozwoju luterańskiej muzyki kościelnej, adaptując dla jej celów nowe, barokowe techniki kompozytorskie i wykonawcze, rozwinięte we Włoszech w pierwszej połowie XVII wieku. Schütz, wraz z Holendrem Janem Pieterszoonem Sweelinckiem, dał początek niemieckiej szkole organowej, którą 100 lat później doprowadził do perfekcji J.S. Bach. Oprócz Bacha, muzyka Schütza była również inspiracją dla Johannesa Brahmsa.

## Heinrich Schütz w kulturze
- Utwory z Geistliche Chor-Music, Op.11: Das Wort ward Fleisch SWV 385, oraz Unser keiner lebet sich selber SWV 374, zostały użyte w ścieżce dźwiękowej gry Europa Universalis II.

- Przez długi czas wierzono, że portret anonimowego muzyka z 1633 roku przedstawia Heinricha Schütza. Wielu badaczy uważa jednak, że mężczyzna na obrazie nie jest Schützem. Na obrazie widnieje podpis Rembrandta, jednak prawdopodobnie jest on sfałszowany[3].

- Skrót SWV pojawiający się przy tytułach dzieł Schütza jest utworzony od Schütz-Werke-Verzeichnis, czyli chronologicznie ułożonego rejestru jego utworów[4].

## Dzieła opublikowane

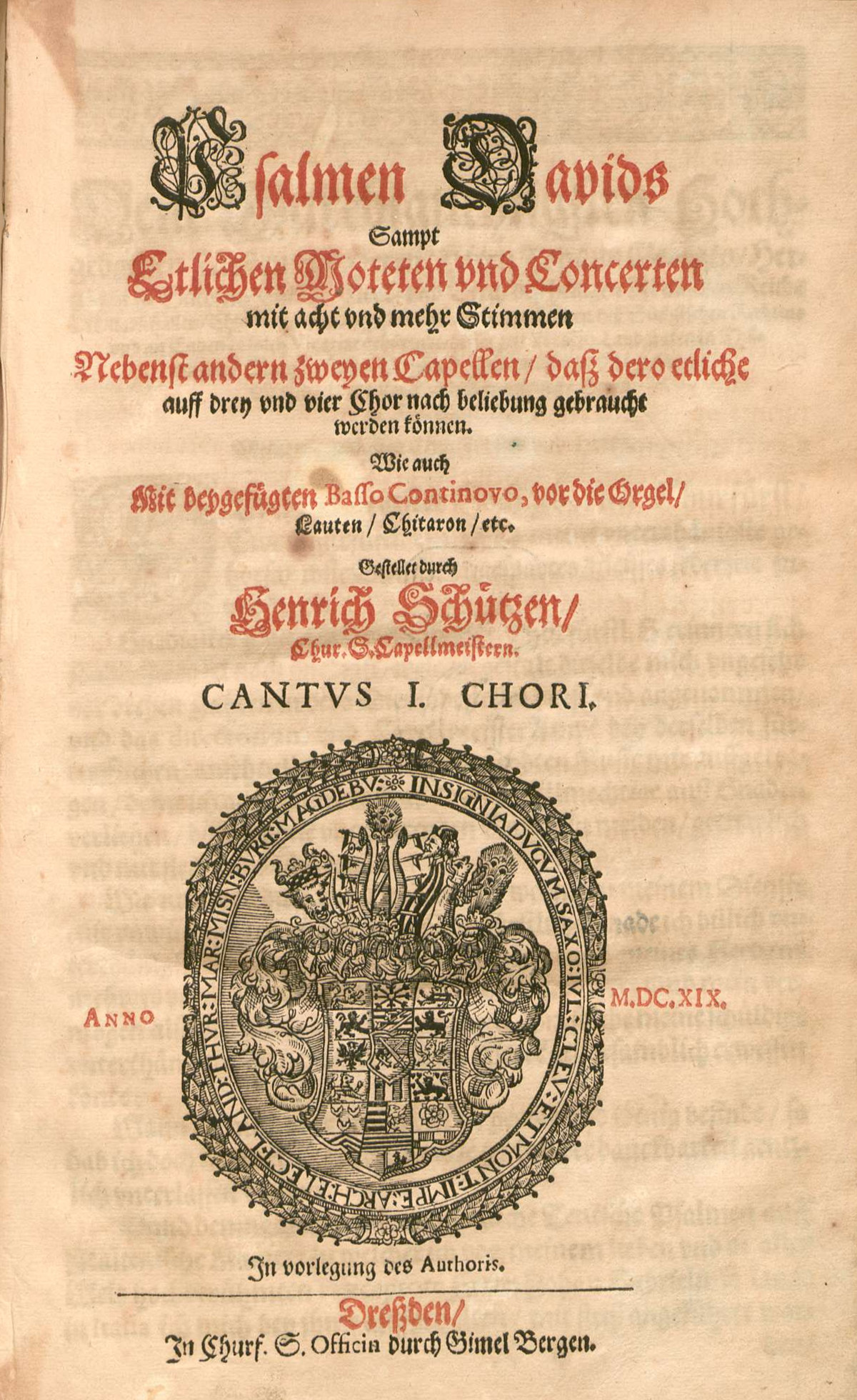
Okładka Psalmów Dawida z 1619 roku

Do dziś przetrwało około 500 dzieł Schütza. Poniżej znajduje się lista opublikowanych utworów.
- Il primo libro de madrigali Opus 1 (pierwsza księga madrygałów) – Venice, 1611;
- Psalmen Davids Opus 2 (Księga 1) – Dresden, 1619;
- Historia der frölichen und siegreichen Aufferstehung... Opus 3 (Historia radosnego i zwycięskiego zmartwychwstania Jezusa) – Dresden, 1623;
- Cantiones sacrae Opus 4 – Freiburg im Breisgau, 1625;
- Psalmen Davids Opus 5 (Księga 2) – Freiburg im Breisgau, 1628 – do metrycznego tekstu niemieckiego psalmów autorstwa lipskiego teologa luterańskiego Corneliusa Beckera;
- Symphoniae sacrae Opus 6 (Księga 1) – Venice, 1629;
- Musikalische Exequien Opus 7 – Dresden, 1636;
- Kleine geistliche Konzerte (Księga 1) Opus 8 (Księga 1) – Leipzig, 1636;
- Kleine Geistliche Konzerte (Księga 2) Opus 9 – Leipzig, 1639;
- Symphoniae sacrae (Księga 2) Opus 10 – Dresden, 1647;
- Geistliche Chor-Music Opus 11 – Dresden, 1648;
- Symphoniae sacrae (Księga 3) Opus 12 – Dresden, 1650;
- Zwölf geistliche Gesänge Opus 13 – Dresden, 1657;
- Psalmen Davids (rewizja Księgi 2) Opus 14 – Dresden, 1661;
- Magnificat Anima Mea Dominum;
- Weihnachtshistorie (Oratorium na Boże Narodzenie) – 1660, publikacja Dresden, 1664.

Inne późne dzieła
- Siedem słów Chrystusa na krzyżu (prawdopodobnie 1662);
- Pasje według św. Łukasza, św. Jana i św. Mateusza (1665/66);
- Der Schwanengesang, Psalm 119, Psalm 100, niemiecki Magnificat (1671).